# Idlewild
Idlewild é uma banda de rock britânica formada em dezembro de 1995 por Roddy Woomble (vocal), Rod Jones (guitarra), Bob Fairfoull (baixo) e Colin Newton (bateria). Em 2002, Bob Fairfoull deixou a banda e foi substituído por Gavin Fox; ao mesmo tempo, Allan Stewart (guitarrista) entrou no grupo como membro permanente.

## Integrantes

### Formação atual
- Roddy Woomble - vocal (1995-atualmente)
- Rod Jones - guitarra (1995-atualmente)
- Colin Newton - bateria (1995-atualmente)
- Allan Stewart - guitarra (2001-atualmente)
- Gareth Russell - baixo (2006-atualmente)

### Antigos membros
- Gavin Fox - baixo (2003-2005)
- Alex Grant - baixo (2002)
- Bob Fairfoull - baixo (1997-2002)
- Jeremy Mills - guitarra (1999-2001)
- Phil Scanlon - baixo (1995-1997)

## Discografia

### Álbuns
- Captain (1998, mini-álbum)
- Hope Is Important (1998)
- 100 Broken Windows (2000)
- The Remote Part (2002)
- Warnings / Promises (2005)
- Make Another World (2007)
- Post Electric Blues (2009)

### Singles e EP
- "Queen of the Troubled Teens" (1997)
- "Chandlelier" (1997)
- "Satan Polaroid" (1998)
- "A Film for the Future" (1998)
- "Everyone says you're so fragile" (1998)
- "I'm a message" (1998)
- "When I argue I see shapes" (1999)
- "Little Discourage" (1999)
- "Actually it's darkness" (2000)
- "These Wooden Ideas" (2000)
- "Roseability" (2000)
- "You held the world in your arms" (2002)
- "American English" (2002)
- "Live in a hiding place" (2002)
- "A Modern Way of Letting Go" (2003)
- "Love Steals Us From Loneliness" (2005)
- "I Understand It" (2005)
- "El Capitan" (2005)

### Outras aparições
- 2003 - FIFA 2003 - "You Held The World In Your Arms"
- 2005 - Midnight Club 3: DUB Edition - "A Modern Way of Letting Go"
- 2006 - Saints Row - "Too Long Awake"
- 2007 - Ballads of the Book - "The Weight Of Years"